# Syarinus
Syarinus es un género de pseudoscorpiones de la familia Syarinidae. Se distribuyen por  Norteamérica y Europa.

## Especies
Según Pseudoscorpions of the World 1.2:
- Syarinus enhuycki Muchmore, 1968
- Syarinus granulatus Chamberlin, 1930
- Syarinus honestus Hoff, 1956
- Syarinus obscurus (Banks, 1893)
- Syarinus palmeni Kaisila, 1964
- Syarinus strandi (Ellingsen, 1901)

## Publicación original
- Chamberlin, 1925: On a collection of pseudoscorpions from the stomach contents of toads. University of California Publications in Entomology, vol. 3, pp. 327-332.